# بلاد فارس

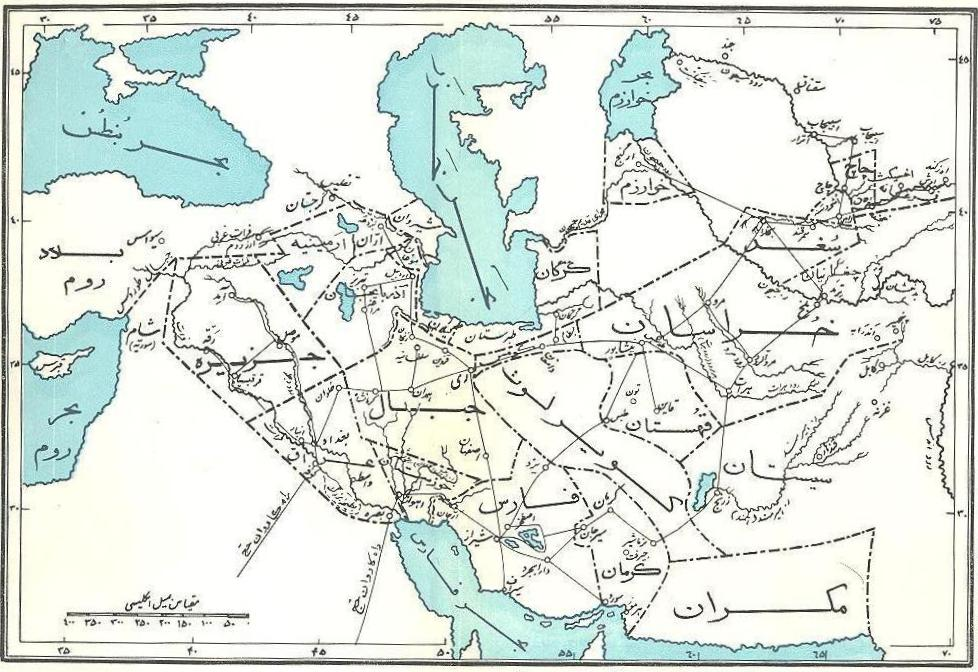
بلاد فارس

بلاد فارس هي مِنطقة تقع في وسط إيران جنوب أصفهان. وبلاد فارس اسم كان يطلق أيضًا على عموم الأراضي الإيرانية بعد عام 1935.
إقليم فارس هي مناطق في جنوب إيران تشکل فيها اللغة الفارسية اللغة الأساسية، وتشمل مناطق ومحافظات: فارس، بوشهر، كهكیلویه وبویر أحمد، شرق محافظة خوزستان، غرب هرمزكان. إضافة في بعض المكتوبات في المناطق والمحافظات: أصفهان، يزد، كرمان.
فارس اليوم أيضًا تطلق على محافظة فارس في جنوب إيران، وليس لها ساحل مطل على الخليج العربي.